# Youngblood (singolo 5 Seconds of Summer)
Youngblood è un singolo del gruppo musicale australiano 5 Seconds of Summer, pubblicato il 13 aprile 2018 come secondo estratto dal terzo album in studio omonimo.

## Descrizione
Traccia d'apertura dell'album, Youngblood rappresenta un distacco dalle sonorità pop punk distintivi dei primi due album in favore di altre più pop, caratterizzandosi per una maggiore influenza new wave e con un ritornello synth pop.

## Video musicale
Il primo video musicale, che mostra il gruppo in concerto e diretto da Conor Butler e Ruth Paveley, è stato reso disponibile il 26 aprile 2018 attraverso canale YouTube del gruppo.
Il 2 agosto 2018 è stato pubblicato un secondo videoclip nel quale i protagonisti sono una coppia ringiovanita grazie ad una pastiglia.

## Tracce
Testi e musiche di Ashton Irwin, Calum Hood, Luke Hemmings, Andrew Wotman, Alexandra Tamposi e Louis Bell.
Download digitale
1. Youngblood – 3:23

Download digitale – Acoustic
1. Youngblood (Acoustic) – 3:23

Download digitale – R3hab Remix
1. Youngblood (R3hab Remix) – 2:30
2. Youngblood (R3hab Remix / Extended) – 2:55

## Formazione
Gruppo
- Luke Hemmings – voce, cori, chitarra
- Calum Hood – voce, cori, basso
- Michael Clifford – voce, cori, chitarra
- Ashton Irwin – voce, cori, batteria

Altri musicisti
- Andrew Watt – cori, chitarra, strumentazione, programmazione, tastiera
- Ali Tamposi – cori
- Louis Bell – strumentazione, programmazione, tastiera

Produzione
- Andrew Watt – produzione
- Louis Bell – produzione
- Andrew "Schwifty" Luftman – coordinazione produzione
- Zvi "Angry Beard Man" Edelman – coordinazione produzione
- Sarah "Goodie Bag" Shelton – coordinazione produzione
- Jeremy "Jboogs" Levin – coordinazione produzione
- David "Dsilb" Silberstein – coordinazione produzione
- Samantha Corrie "SamCor" Schulman – coordinazione produzione
- Șerban Ghenea – missaggio
- John Hanes – assistenza al missaggio
- David Rodriguez – ingegneria del suono
- Chris Gehringer – mastering

## Classifiche

### Classifiche settimanali
| Classifica (2018-19) | Posizione massima |
| -------------------- | ----------------- |
| Australia            | 1                 |
| Austria              | 19                |
| Belgio (Fiandre)     | 5                 |
| Belgio (Vallonia)    | 43                |
| Canada               | 3                 |
| Croazia              | 20                |
| Danimarca            | 2                 |
| Estonia              | 11                |
| Finlandia            | 16                |
| Francia              | 110               |
| Germania             | 45                |
| Grecia               | 9                 |
| Irlanda              | 4                 |
| Islanda              | 12                |
| Italia               | 39                |
| Lettonia             | 9                 |
| Lituania             | 31                |
| Malaysia             | 12                |
| Norvegia             | 4                 |
| Nuova Zelanda        | 1                 |
| Paesi Bassi          | 7                 |
| Polonia              | 2                 |
| Portogallo           | 11                |
| Regno Unito          | 4                 |
| Repubblica Ceca      | 11                |
| Singapore            | 5                 |
| Slovacchia           | 6                 |
| Spagna               | 88                |
| Stati Uniti          | 7                 |
| Svezia               | 4                 |
| Svizzera             | 33                |
| Ucraina              | 87                |
| Ungheria             | 5                 |

### Classifiche di fine anno
| Classifica (2018) | Posizione |
| ----------------- | --------- |
| Australia         | 1         |
| Austria           | 39        |
| Belgio (Fiandre)  | 21        |
| Canada            | 26        |
| Croazia           | 70        |
| Danimarca         | 3         |
| Estonia           | 17        |
| Irlanda           | 15        |
| Islanda           | 26        |
| Norvegia          | 5         |
| Nuova Zelanda     | 3         |
| Paesi Bassi       | 13        |
| Polonia           | 47        |
| Regno Unito       | 28        |
| Stati Uniti       | 36        |
| Svezia            | 19        |
| Svizzera          | 70        |
| Ungheria          | 13        |
| Classifica (2019) | Posizione |
| Australia         | 30        |
| Belgio (Fiandre)  | 55        |
| Canada            | 25        |
| Danimarca         | 46        |
| Lettonia          | 55        |
| Nuova Zelanda     | 38        |
| Portogallo        | 89        |
| Stati Uniti       | 33        |
| Ungheria          | 83        |
| Classifica (2020) | Posizione |
| Australia         | 72        |
| Classifica (2021) | Posizione |
| Australia         | 81        |

### Classifiche di fine decennio
| Classifica (2010-19) | Posizione |
| -------------------- | --------- |
| Australia            | 37        |